# Puente de La Poveda
El puente de La Poveda es un puente ferroviario situado en el municipio español de Rivas-Vaciamadrid, Comunidad de Madrid. La infraestructura original fue levantada a finales del siglo XIX para permitir el paso del ferrocarril del Tajuña sobre el río Jarama, si bien sería reconstruida tras quedar esta destruida durante la Guerra Civil. En la actualidad se encuentra operativo, para uso tanto ferroviario como peatonal.

## Historia
A comienzos de la década de 1880 se inició la construcción de una línea férrea que enlazase Madrid con Arganda del Rey y otras localidades de la zona, el que se conocería como ferrocarril del Tajuña. En los alrededores de Arganda se levantó un puente para salvar el cauce del río Jarama, cuyas obras se iniciaron a mediados de 1884. En su construcción llegaron a intervenir especialistas alemanes, país con gran tradición en este tipo de obras de ingeniería. Los trabajos se alargaron hasta el 30 de enero de 1885; dos días después una locomotora cruzó el puente recién finalizado.
En marzo de 1939, hacia el final de la Guerra Civil, el ejército republicano destruyó el puente mediante explosivos. En su reconstrucción se utilizó un puente ferroviario procedente de la línea Madrid-Lisboa, de ancho ibérico, que se encontraba retirado. Aunque la infraestructura ya estaba instalada para diciembre de 1939, hubieron de realizarse nuevos trabajos de asiento sobre el río y la circulación no se reestableció con normalidad hasta el 9 de abril de 1940.